# Powiat Kamihei
Powiat Kamihei (jap. 上閉伊郡 Kamihei-gun) – powiat w Japonii, w prefekturze Iwate. W 2024 roku liczył 10 320 mieszkańców.

## Miejscowości
- Ōtsuchi